# نيوسالفرسان
نيوسالفرسان هو مركب زرنيخ عضوي يستخدم ضمن العقاقير الدوائية في المجال الطبي.

## التاريخ
طور المركب أول مرة سنة 1912 في مختبرات باول إرليش في ألمانيا، حيث تفوق على سلفه عقار سالفرسان، والذي كان أشد سمية وأقل انحلالية في الماء؛ حيث كان يستخدم أيضاً في العلاج من مرض الزهري. مع ظهور عقاقير دوائية لعلاج ذلك المرض جرى الاستغناء عن استخدامه في هذا المجال. يعد التطوير من عقار سالفرسان إلى نيوسالفرسان من أوائل الشواهد على التطوير الممنهج لاكتشاف عقاقير جديدة بناء على مركب قائد من خلال التحوير البنيوي له.

## البنية
للمركب بنية جزيئية تتمحور على وجود رابطة ثنائية مركزية بين ذرتي زرنيخ؛ لكن البعض يشكك بوجود تلك البنية.